# Бад-Закса
Бад-Закса (нім. Bad Sachsa) — місто в Німеччині, розташоване в землі Нижня Саксонія. Входить до складу району Геттінген.
Площа — 33,13 км2. Населення становить 7322 ос. (станом на 31 грудня 2021).